# Typhlonectidae
Typhlonectidae é uma família de anfíbios pertencentes à ordem Gymnophiona, nativa da América do Sul  ao leste do Andes.
São animais aquáticos e semi-aquáticos de pequeno a grande porte, vivíparos com larvas aquáticas e com brânquias externas. Podem atingir entre 140-750 milímetros de comprimento.
A monofilia deste grupo é fortemente suportada através da morfologia, ecologia e distribuição geográfica. Já foram incluídos em Caeciliidae como uma subfamília, no entanto a taxonomia ainda não é totalmente esclarecida.

## Classificação
Estão descritas 14 espécies em cinco géneros:
- Género Atretochoana Nussbaum e Wilkinson, 1995
  - Atretochoana eiselti (Taylor, 1968)
- Género Chthonerpeton Peters, 1880
  - Chthonerpeton arii Cascon e Lima-Verde, 1994
  - Chthonerpeton braestrupi Taylor, 1968
  - Chthonerpeton exile Nussbaum e Wilkinson, 1987
  - Chthonerpeton indistinctum (Reinhardt e Lütken, 1862)
  - Chthonerpeton noctinectes Silva, Britto-Pereira e Caramaschi, 2003
  - Chthonerpeton onorei Nussbaum, 1986
  - Chthonerpeton perissodus Nussbaum e Wilkinson, 1987
  - Chthonerpeton tremembe Maciel, Leite, Silva-Leite, Leite, and Cascon, 2015
  - Chthonerpeton viviparum Parker e Wettstein, 1929
- Género Nectocaecilia Taylor, 1968
  - Nectocaecilia petersii (Boulenger, 1882)
- Género Potomotyphlus Taylor, 1968
  - Potomotyphlus kaupii (Berthold, 1859)
- Género Typhlonectes Peters, 1880
  - Typhlonectes compressicauda (Duméril e Bibron, 1841)
  - Typhlonectes natans (Fischer, 1880)

## Referência
1. 1 2 3  «Typhlonectidae Taylor, 1968 | Amphibian Species of the World». amphibiansoftheworld.amnh.org. Consultado em 13 de outubro de 2021